# 백인위원회
백인위원회(白人委員會, Committee of 100)는 1960년 10월 당시까지 핵무장 반대운동(ＣＮＤ)의 회장을 맡아온 버트런드 러셀경(1872∼1970 哲學者)이 이 운동에 불만을 품고 회장직을 사임하고 '시민으로서의 반항'이라고 하는 직접행동을 하기 위하여 별도로 만든 조직체이다. '시민으로서의 반항'이란 뜻은 여러 가지 기성관념에 사로잡혀 있는 대중들의 감정 속에 파고들어 이것의 편견을 타파하기 위하여 행하는 운동 전술이다. 다시 말하면 지금까지의 산책 나가는 식의 ＣＮＤ 운동이나 상투적인 방법을 넘어서 투옥, 그 외의 개인적 위험을 무릅쓰고(다만 비폭력의 한계는 지킨다) 참된 시민으로서의 반항을 행하지 않으면 안 된다는 것이다.

## 같이 보기
- 평화 운동